# 金柄淳
金 柄淳（キム・ビョンスン、朝鮮語: 김병순、1909年3月26日または1910年3月26日 - 1973年3月5日）は、大韓民国の畜産官僚、政治家。元大韓獣医師会会長、第3・4・6・7代韓国国会議員。
漢字表記は金炳淳とも。

## 経歴
全羅南道海南郡出身。麻布獣医畜産専門学校卒。京畿道・忠清北道産業技手、雑誌『畜産農村』発刊人を経て、1945年から慶尚南道農産局畜産課技師、朝鮮農会事業部長・畜産部長、大韓農会畜産部長、農林部農林委員、大韓畜産同業組合連合会副会長・会長、大韓農民会常務委員、大韓獣医師会会長、畜産農村社社長、自由党中央委員・海南甲区委員長、民主共和党中央常任委員・中央政策審議会委員・全南第14地区党委員長・政策審議委員会副議長、大韓畜産振興会会長を務めた。
1973年3月5日、脳溢血により死去。享年63。